# 吉田ファーム
有限会社吉田ファーム（よしだファーム）は、北海道浦河郡浦河町に所在する競走馬生産牧場。主な生産馬に中央競馬でGI競走2勝を挙げたメジロデュレン、同4勝でJRA顕彰馬のメジロマックイーン、川崎記念の優勝馬リージェントブラフなどがいる。

## 歴史
家祖は明治時代に福井県から北海道に入植した。陸奥国の岩手郡から移入し、後年社台グループや吉田牧場などを創業した吉田一族とは異なる。1954年より吉田堅（かたし）がカネトモというアラブ馬を持ち農業と兼業で馬産を始め、1965年よりサラブレッド生産専業となった。
1968年、牧場2代目の吉田隆の妻がメジロボサツを繋養した冨岡農場の娘だったことからメジロ牧場との繋がりができ、その預託馬を数々請け負った。2年後に預託されたメジロハリマの子からメジロファントム、メジロジュピター、メジロハイネと活躍馬が続出。この3頭に加え、近隣の他場から出たメジロスイセイ、メジロホークといった重賞勝利馬がいずれも繁殖牝馬アサマユリの系統から生まれていたことから、吉田隆は「血統と土地の相性がよほど良いのではないか」と考え、アサマユリの孫でかねて欲しがっていた種牡馬リマンドの娘であるメジロオーロラをたってと頼んで牧場に導入した。メジロオーロラからはGI競走2勝のメジロデュレン、同4勝のメジロマックイーン（JRA顕彰馬）が出た。預託馬については配合、管理、育成いずれもメジロ牧場が差配していたが、1990年代以降自家生産馬からもラシアンゴールド、リージェントブラフ（いずれもアサマユリ系）といった活躍馬が出ている。なお、メジロ牧場は業績不振により2011年5月をもって解散した。
公式に記載される生産者名は長らく「吉田堅」「吉田隆」と代表者名が使われ、雑誌などでは名前の末尾に便宜的に「牧場」と付けられていたが、2000年代後半に入り「吉田ファーム」の名称を使用している。

## 主な生産馬
GI級競走優勝馬
- メジロデュレン（1986年菊花賞 1987年有馬記念）
- メジロマックイーン（1990年菊花賞 1991・1992年天皇賞・春、1993年宝塚記念など重賞9勝）
- リージェントブラフ（2002年川崎記念など重賞3勝）

その他重賞競走優勝馬
- タカチカラ（1959年アラブ大障害・秋 1960年アラブ大障害・春、アラブ大障害・秋）
- メジロファントム（1979年東京新聞杯 1982年目黒記念・秋）
- メジロハイネ（1983年セントライト記念 1984年中山牝馬ステークス）
- メジロジュピター（1984年中山大障害・春）
- メジロモントレー（1989年クイーンステークス 1990年日刊スポーツ賞金杯、アルゼンチン共和国杯 1991年アメリカジョッキークラブカップ）
- ラシアンゴールド（1992年フェブラリーハンデキャップ、帝王賞）
- ハッピーアワー（2019年ファルコンステークス）
- クリノプレミアム(2022年中山牝馬ステークス)